# Öfelekopf
Der Öfelekopf ist ein 2478 m ü. A. hoher Gipfel im östlichen Teil des Wettersteingebirges. Der Westgipfel trägt das Gipfelkreuz, der Ostgipfel ist allerdings 9 m höher als der Westgipfel. Der Westgipfel erfordert Kletterei im Schwierigkeitsgrad II, der Ostgipfel III+.

## Kletteranstiege
- Zum Westgipfel
  - Westgrat (von der Meilerhütte), II, 2h
  - Vom Leutascher Platt II, 2h
  - über den Ostgipfel III, ¾h
- Südgrat (Preuß-Grat) IV-, 3h
- Südwestkante V-, 4h, brüchig
- Südwestpfeiler VI, 7-9h
- Südwestwand V+, 4½h
- Südpfeiler VI, 6h

Die Erstbesteigung erfolgte 1871 durch Hermann von Barth. Wastl Mariner war Erstbegeher (1935) des Südwest-Pfeilers am Öfelekopf im Wettersteingebirge zusammen mit Hans Frenademetz und Hias Rebitsch.
- Talorte: Leutasch
- Stützpunkte: Meilerhütte (DAV Sektion Garmisch-Partenkirchen)

## Einzelnachweise

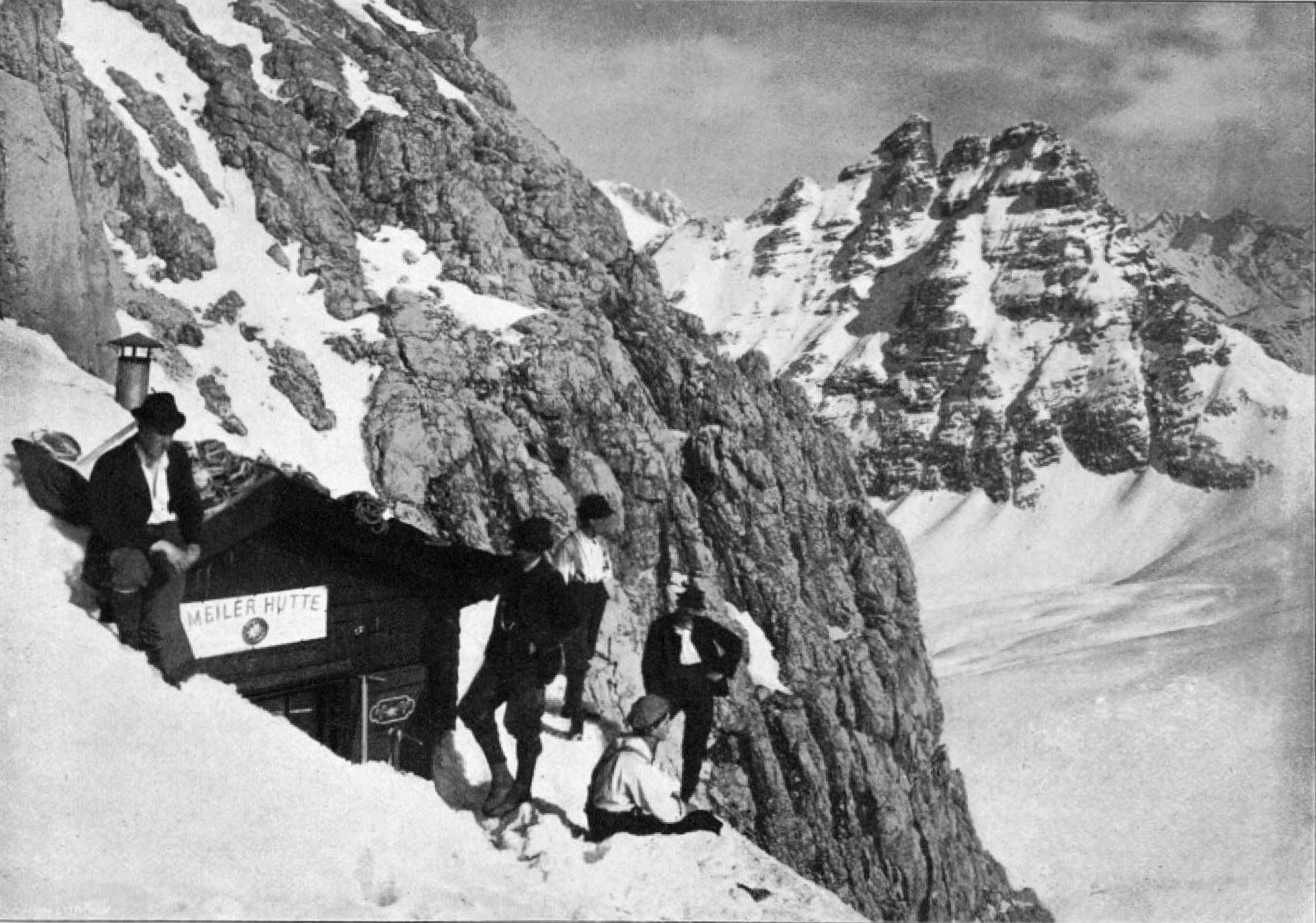
Alte Meilerhütte um 1900 mit Öfelekopf von Norden

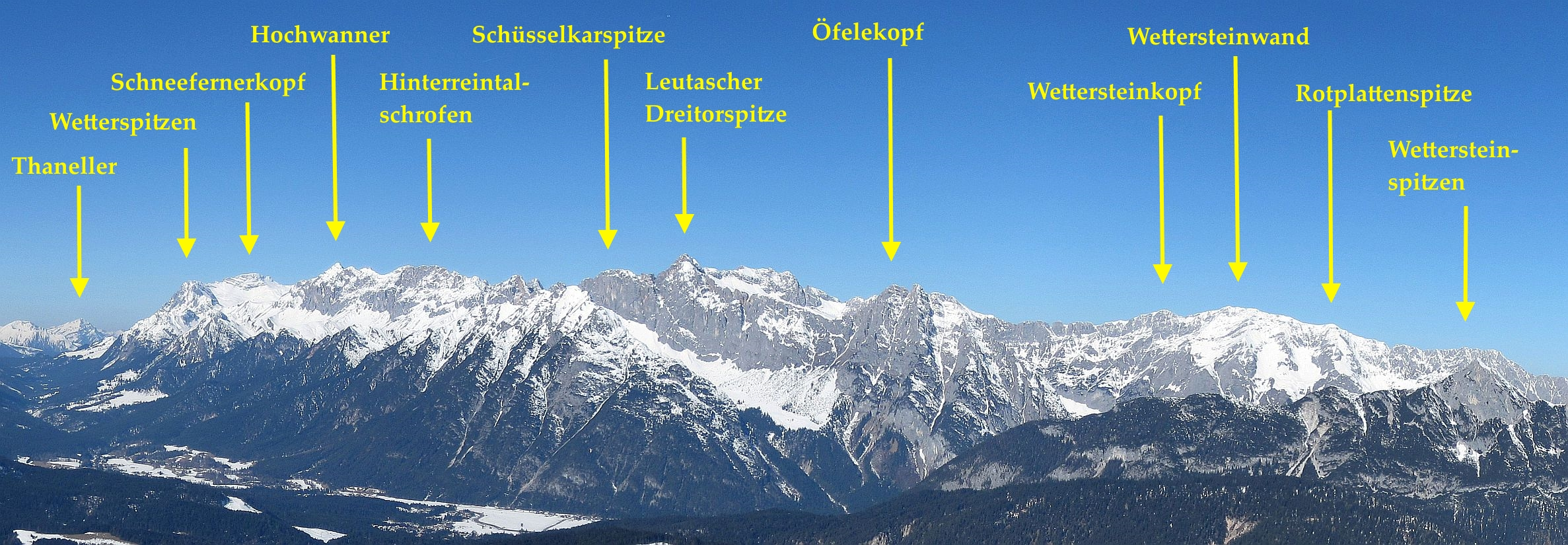
Blick aus den Zentralalpen übers Inntal auf den Wetterstein-Hauptkamm